# 악마는 프라다를 입는다 (소설)
《악마는 프라다를 입는다》(The Devil Wears Prada)는 로런 와이스버거의 2003년 소설이다. 뉴욕 타임스 베스트셀러 목록에 6개월간 올라가 있었으며, 2006년에는 영화화되어 동명의 이름으로 영화화되었다.